# Estonia en los Juegos Olímpicos de Tokio 2020
Estonia estuvo representada en los Juegos Olímpicos de Tokio 2020 por un total de 32 deportistas que compitieron en 14 deportes. Responsable del equipo olímpico fue el Comité Olímpico de Estonia, así como las federaciones deportivas nacionales de cada deporte con participación.
Los portadores de la bandera en la ceremonia de apertura fueron el remero Tõnu Endrekson y la jinete Dina Ellermann.

## Medallistas
El equipo olímpico de Estonia obtuvo las siguientes medallas:
| Nombre                                                  | Deporte | Competición          |
| ------------------------------------------------------- | ------- | -------------------- |
| Oro                                                     |         |                      |
| Julia Beljajeva Irina Embrich Erika Kirpu Katrina Lehis | Esgrima | Espada por equipos F |
| Plata                                                   |         |                      |
| —                                                       |         |                      |
| Bronce                                                  |         |                      |
| Katrina Lehis                                           | Esgrima | Espada individual F  |